# Balbriggan
Balbriggan (Baile Brigín en irlandais) est une ville du comté de Fingal en république d'Irlande.

## Origine du nom
Le nom de la ville proviendrait de Baile Bhrecan (dont la traduction littérale est « ville de Brecan »). Brecan est un prénom médiéval répandu et il existe plusieurs autres Brackenstown en Irlande. Selon d’autres sources, le nom pourrait être en relation avec la rivière Bracken ; le nom dériverait de Bhreac-in (petite truite). La tradition locale soutient que le Baile Brigín signifie « ville des petites collines », car plusieurs collines entourent la ville.
Depuis quelques années, la jeune génération la désigne simplement par « the Brig ».

## Population
La ville de Balbriggan compte 6 631 habitants.

## Histoire
Pendant la Guerre d'indépendance irlandaise, dans la nuit du 20 au 21 septembre 1920, le groupe des Black and Tans brûla la ville de Balbriggan. Cet événement attira l'attention des représentants de la presse étrangère, dont le jeune Joseph Kessel, qui se trouvait alors à Dublin